# Frederick Vine
Frederick John Vine (Chiswick, 17 de junho de 1939) é um geólogo marinho e geofísico britânico. É um dos principais responsáveis pela teoria da tectônica de placas.
Trabalhou com Dummond, o seu amigo que morreu em 1997.

## Publicações
- Vine, F. J. (2001). «Reversals of fortune». In:  Oreskes, N. An insider's history of the modern theory of the Earth. Boulder, Colorado: Westview Press. pp. 46–66[1][2]
- Glover, P.W.J.; Vine, F.J. (1992). «Electrical conductivity of carbon bearing granulite at raised temperatures and pressures». Nature. 360 (6406): 723–726. Bibcode:1992Natur.360..723G. doi:10.1038/360723a0
- Glover, P.W.J.; Vine, F.J. (1992). «Electrical conductivity of the continental crust». Geophys.Res.Lett. 21: 2357–2360. Bibcode:1994GeoRL..21.2357G. doi:10.1029/94GL01015
- Vine, F. J.; Matthews, D H (1963). «Magnetic anomalies over oceanic ridges». Nature. 199 (4897): 947–949. Bibcode:1963Natur.199..947V. doi:10.1038/199947a0[2]
- Vine, F. J. (2003). «Ophiolites, ocean crust formation and magnetic studies: a personal view». In:  Dilek, Y. and Newcomb, S. Ophiolite concept and the evolution of geological thought. Col: Geological Society of America Special Paper. 373. [S.l.: s.n.] pp. 65–75[1]
- Kearey, Philip; Klepeis, Keith A.; Vine, Frederik J. (2009). Global tectonics 3 ed. [S.l.]: Wiley-Blackwell. 482 páginas. ISBN 978-1-4051-0777-8 First edition: 1990, second edition: 1996.